# Martina Batini
Martina Batini (n. 17 aprilie 1989, Pisa, Toscana, Italia) este o scrimeră italiană specializată pe floretă, vicecampioană mondială și vicecampioană europeană în 2014. Cu echipa Italiei, a fost dublă campioană mondială și dublă campioană europeană în 2014 și 2015.

## Legături externe
- Prezentare Arhivat în 20 iulie 2014, la Wayback Machine. la Confederația Europeană de Scrimă
- en Martina Batini la Olympedia.org